# Vahlia
Vahlia ist die einzige Pflanzengattung der Familie der Vahliaceae und der Ordnung Vahliales. Die nur fünf bis höchstens acht Arten sind nur in der Alten Welt von Afrika einschließlich Madagaskar bis zum Indischen Subkontinent verbreitet.

## Beschreibung
Die Vahlia-Arten sind ein- oder zweijährige krautige Pflanzen oder Halbsträucher. Die gegenständigen Laubblätter sind einfach und ganzrandig. Nebenblätter sind keine vorhanden.
In zymösen Blütenständen stehen die Blüten meist in Paaren zusammen. Die relativ kleinen, zwittrigen Blüten sind radiärsymmetrisch und fünfzählig mit doppelter Blütenhülle. Es sind fünf Kelchblätter vorhanden. Die fünf Kronblättern sind frei. Es ist nur ein Kreis mit fünf Staubblättern vorhanden, die untereinander frei sind. Zwei oder drei Fruchtblätter sind zu einem unterständigen, einkammerigen Fruchtknoten verwachsen. Die zwei bis drei freien Stempel enden in kopfigen Narben.
Es werden zwei- bis dreifächerige Kapselfrüchte gebildet, die viele (50 bis 200) winzige Samen enthalten.

## Verbreitung und Evolution
Die Vahlia-Arten kommen nur in der Alten Welt vor. Ihre Verbreitungsgebiete liegen im Subsahara-Afrika, in Madagaskar, Ostafrika, im Irak und auf dem Indischen Subkontinent.
Es gibt wenig Fossilfunde, der Familie Vahliaceae zugeordnet werden könnten. Aus der Oberkreide in Schweden wurde Scandianthus beschrieben, die man vorsichtig in die Nähe der Gattung Vahlia stellten kann. Scandianthus besitzen zehn Staubblätter, einen einkammerigen Fruchtknoten mit apikal-lateraler Plazentation, freie Griffel und sich öffnende, septizide Früchte. Es gibt Pollenfunde aus dem Oligozän und Miozän.

## Systematik
Die Familie Vahliaceae bildet innerhalb der Lamiiden eine eigene Ordnung Vahliales. Ihre Stellung innerhalb der Lamiiden ist noch ungeklärt, die Angiosperm Phylogeny Group stellte sie 2016 in der APG IV mit den Solanales, Lamiales, Gentianales und Boraginales in eine Polytomie.
Vahlia ist die einzige Gattung in der Familie der Vahliaceae. Die Gattung Vahlia wurde durch Carl Peter Thunberg aufgestellt. Der Gattungsname Vahlia ehrt den norwegisch-dänischen Botaniker Martin Henrichsen Vahl (1749–1804). Ein Synonym für Vahlia Thunb. ist Bistella Adans.
Es gibt fünf bis acht Vahlia-Arten:
- Vahlia capensis (L. f.) Thunb.: Sie ist mit drei Unterarten und vier Varietäten im südlichen Afrika verbreitet, die in der Roten Liste der gefährdeten Pflanzenarten Südafrikas als „Least Concern“ = „nicht gefährdet“ gelten:[6]
  - Vahlia capensis (L. f.) Thunb. subsp. capensis: Sie kommt nur in den südafrikanischen Provinzen Limpopo, Nordkap, Westkap sowie Nordwest vor.
  - Vahlia capensis subsp. ellipticifolia Bridson
  - Vahlia capensis subsp. vulgaris Bridson. Mit den Varietäten:
    - Vahlia capensis subsp. vulgaris var. latifolia Burtt Davy: Sie kommt nur in der südafrikanischen Provinz Gauteng vor.
    - Vahlia capensis subsp. vulgaris var. linearis E.Mey. ex Bridson (Syn.: Vahlia cynodonteti Dinter)
    - Vahlia capensis subsp. vulgaris var. longifolia (Gand.) Bridson (Syn.: Vahlia capensis sensu J.H.Ross, Vahlia longifolia Gand.)
    - Vahlia capensis subsp. vulgaris Bridson var. vulgaris
- Vahlia dichotoma (Murray) Kuntze: Sie ist in Madagaskar, Sri Lanka, Indien und Vietnam verbreitet.
- Vahlia digyna (Retz.) Kuntze: Sie ist im tropischen Afrika, Somalia, Äthiopien, Ägypten, Pakistan und Indien verbreitet.
- Vahlia geminiflora (Caill. & Delile) Bridson: Sie ist in Mali, Nigeria, im nordöstlichen Afrika und Nahen Osten verbreitet. Im Tschad ist es eine invasive Pflanze.
- Vahlia somalensis Chiov.: Sie kommt mit zwei Unterarten nur in Ostafrika vor:
  - Vahlia somalensis Chiov. subsp. somalensis
  - Vahlia somalensis subsp. goddingii (Bruce) Bridson